# Zwentendorf an der Donau
Zwentendorf an der Donau – gmina targowa w Austrii, w kraju związkowym Dolna Austria, w powiecie Tulln. Według Austriackiego Urzędu Statystycznego liczyła 1 346 mieszkańców (1 stycznia 2014).